# Moncel-lès-Lunéville
Moncel-lès-Lunéville – miejscowość i gmina we Francji, w regionie Grand Est, w departamencie Meurthe i Mozela.
Według danych na rok 1990 gminę zamieszkiwały 364 osoby, a gęstość zaludnienia wynosiła 17 osób/km² (wśród 2335 gmin Lotaryngii Moncel-lès-Lunéville plasuje się na 693. miejscu pod względem liczby ludności, natomiast pod względem powierzchni na miejscu 148.).